# Kobancultuur
De Kobancultuur (ca. 1100-400 v.Chr.) is een late bronstijd en ijzertijdcultuur van de noordelijke en centrale Kaukasus, in het huidige Ingoesjetië, Ossetië, Kabardië-Balkarië en Tsjetsjenië.
De cultuur is vernoemd naar het dorp Verchni Koban in Noord-Ossetië, waar in 1869 een grafveld werd ontdekt met ongeveer 600 begrafenissen. Opvallend was de rijkdom aan bronzen sieraden.
Ze werd voorafgegaan door de Colchiscultuur van de westelijke Kaukasus en de Charatsjojcultuur in het oosten. Het einde van de Kobancultuur werd veroorzaakt door Scythische invasies.
De bevolking van de Kobancultuur behoorde waarschijnlijk tot de Nach-groep van de sprekers der Noordoost-Kaukasische talen, waar ook de huidige Tsjetsjenen en Ingoesjen toe behoren.

## Materiële cultuur
De best onderzochte vindplaats is de bevestigde nederzetting bij Serzjen-Joert in het huidige Tsjetsjenië, welke van omstreeks de 11e tot 7e eeuw v.Chr. een belangrijk centrum was. De vondsten omvatten woningen, stenen bruggen, altaren, ijzeren voorwerpen, aardewerk en beenderen en stenen voorwerpen.
De nederzettingen bevonden zich meestal op heuvels. Ze werden geordend aangelegd met een rechthoekig netwerk van verharde straten. De vrij grote huizen waren rechthoekig, van een vitsen en leemtechniek op een stenen basis. De woongedeelten van de huizen hadden vloeren van aangestampte leem en meerdere haarden. In sommige van de huizen bevonden zich werkplaatsen waar ambachtslieden aardewerk, beenderen en steen bewerkten, en soms stallen.
Het aardewerk is handgevormd, meestal zwart en vaak zorgvuldig gepolijst. De versieringen bestonden voornamelijk uit geometrische patronen, maar er zijn ook figuratieve decoraties bekend. Naast vaatwerk zijn ook dierfiguurtjes en spintollen gevonden.
De metaalbewerking stond op een hoog niveau. Karakteristiek zijn versierde bijlen met breed uitlopende halfronde snijvlakken, riemplaten met figuratieve voorstellingen en bronzen gespen met spiraalvormige patronen. Onder de wapens vindt men dolken met paddenstoelvormig of opengewerkt heft.
Er werden sikkels en maalstenen voor graan gebruikt. De verbouwde graansoorten waren tarwe, rogge en gerst; runderen, schapen, geiten, ezels, varkens en paarden werden gehouden.

## Grafcultuur
Naast vlakgraven en grafheuvels zijn ook met stenen geplaveide schachtgraven bekend. De meeste bevatten enkelvoudige begrafenissen. Het merendeel van de graven bevatten rijke grafgiften, aardewerk, wapens, sieraden en paardentuig. Ook paardengraven zijn bekend. Vanaf de 7e eeuw vindt men ook Scythisch beïnvloedde grafgiften. Ook vindt men af en toe geïmporteerde voorwerpen uit Urartu.

## Periodes
| Stadium | Datering            | Verbreiding                                                |
| ------- | ------------------- | ---------------------------------------------------------- |
| 1       | 12e–11e eeuw v.Chr. | Noord-Ossetië, Tsjetsjenië, Ingoesjetië, Kabardië-Balkarië |
| 2       | 9e–7e eeuw v.Chr.   | Gehele Centrale Kaukasus                                   |
| 3       | 7e–4e eeuw v.Chr.   | Noordelijke Kaukasus                                       |